# 下沙尔坚格斯科耶农村居民点
下沙尔坚格斯科耶农村居民点（俄语：Сельское поселение Нижнешарденгское）是俄罗斯联邦沃洛格达州大乌斯秋格区所属的一个农村居民点。其下辖有20个居民点，行政中心为佩加诺沃。据2015年统计，该农村居民点的人口为367人。